# Беговаць
45°01′ пн. ш. 15°25′ сх. д. / 45.01° пн. ш. 15.41° сх. д.
Беговаць (хорв. Begovac) — населений пункт у Хорватії, у Карловацькій жупанії у складі громади Саборсько.

## Населення
Населення за даними перепису 2011 року становило 16 осіб.
Динаміка чисельності населення поселення: